# Charidotella bordoni
Charidotella bordoni là một loài bọ cánh cứng trong họ Chrysomelidae. Loài này được Borowiec miêu tả khoa học năm 2002.